# Almașu Mare (okręg Bihor)
Almașu Mare – wieś w Rumunii, w okręgu Bihor, w gminie Balc. W 2011 roku liczyła 813
mieszkańców.